# Urgleptes amplicollis
Urgleptes amplicollis är en skalbaggsart som först beskrevs av Bates 1885. Urgleptes amplicollis ingår i släktet Urgleptes och familjen långhorningar.
Artens utbredningsområde är Panama. Inga underarter finns listade i Catalogue of Life.